# Фунабаши
Фунабаши (јап. 船橋市) град је у Јапану у префектури Чиба. Према попису становништва из 2005. у граду је живело 569.829 становника.

## Становништво
Према подацима са пописа, у граду је 2005. године живело 569.829 становника.
| 1995.   | 2000.   | 2005.   |
| ------- | ------- | ------- |
| 540.817 | 550.074 | 569.829 |